# Hirtzfelden
Hirtzfelden település Franciaországban, Haut-Rhin megyében. Lakosainak száma 1288 fő (2022. január 1.). Hirtzfelden Rustenhart, Niederentzen, Oberentzen, Meyenheim, Réguisheim, Munchhouse, Roggenhouse, Fessenheim és Balgau községekkel határos.

## Népesség
A település népességének változása:
| Lakosok száma | 1208 | 1217 | 1254 | 1261 | 1283 | 1302 | 1313 | 1317 | 1288 |
|               | 2013 | 2015 | 2016 | 2017 | 2018 | 2019 | 2020 | 2021 | 2022 |